# Дзанетти, Энрико
Энрико Дзанетти (итал. Enrico Zanetti; 12 августа 1973, Венеция) — итальянский предприниматель и политик, лидер партии Гражданский выбор (2015—2017).

## Биография
Родился 12 августа 1973 года в Венеции, где провёл детство. С 1990 по 1998 году семья жила в Гориции, в этот период Дзанетти учился в университете Триеста, который окончил в 1998 году по специальности «экономика и коммерция».
В качестве преподавателя на контракте в университете Ка' Фоскари (Венеция) с 2006 по 2010 год читал курс «Бюджет чрезвычайных групп и операций» (Bilancio dei gruppi e delle operazioni straordinarie"), преподаватель Высшей школы экономики и финансов (Scuola superiore dell’economia e delle finanze), заместитель председателя Национального союза молодых преподавателей коммерции и аудиторов (Unione Nazionale Giovani Dottori Commercialisti ed Esperti Contabili). С 2012 года управляет финансами ассоциации Italia Futura.
В 2013 году Энрико Дзанетти был избран в Палату депутатов по списку «Гражданский выбор с Монти за Италию», с 19 марта 2013 года входит во фракцию партии Гражданский выбор. С 26 марта по 8 мая 2013 года являлся секретарём Специальной комиссии по проверке правительственных актов (COMMISSIONE SPECIALE PER L’ESAME DI ATTI DEL GOVERNO), с 7 мая 2013 по 28 февраля 2014 года — заместитель председателя VI комиссии (финансы).
28 февраля 2014 года назначен младшим статс-секретарём (sottosegretario di stato) Министерства экономики и финансов в правительстве Ренци.
8 февраля 2015 года на съезде «Гражданского выбора» избран национальным секретарём партии, получив 384 голоса делегатов (94 %).
28 января 2016 года назначен заместителем министра экономики и финансов в правительстве Ренци.
14 июля 2016 года Дзанетти с тремя единомышленниками вышел из фракции ГВ в Палате депутатов и создал в Смешанной фракции новую партийную группу «Гражданский выбор — граждане за Италию» в союзе с Либерально-популяристским альянсом-Автономиями (ALA) опытного соратника Берлускони Дениса Вердини, сохранив за своей группой партийную символику и название. Группа ALA в Палате насчитывает 10 депутатов, но к новому объединению присоединился ещё один участник — депутат от партии «Делать!» (Fare!).
8 августа 2016 года правление (Direzione) партии поддержало политику Дзанетти.
12 октября 2016 года Дзанетти победил в борьбе за права на название фракции — президиум Палаты депутатов признал его правоту, а оставшиеся 15 членов фракции «Гражданского выбора» были вынуждены принять новое наименование: Civici e Innovatori («Гражданственные и инноваторы»).
29 декабря 2016 года состоялось назначение основной массы младших статс-секретарей в правительстве Джентилони, но Дзанетти отказался от работы в нём.
19 декабря 2017 года вошёл в руководство правоцентристского предвыборного списка «Мы с Италией» вместе с Маурицио Лупи, Раффаэле Фитто, Энрико Коста и другими.
На выборы в Палату депутатов 2018 года пошёл во главе списка «Мы с Италией» во 2-м округе Ломбардии, но список получил около 1 % голосов и не провёл в парламент ни одного депутата.